# Memorial Carlos Fuentes
El Memorial Carlos Fuentes fue un torneo amistoso de fútbol organizado por el Universidad de Las Palmas de Gran Canaria Club de Fútbol. El nombre se debe a un antiguo directivo del club. Los equipos invitados siempre son procedentes de la liga profesional. Se disputó desde el año 2004 en fechas próximas al inicio de la temporada hasta 2011, con la desaparición del club.

## Ediciones
| Edición | Año  | Campeón             | Subcampeón          | Lugar                           | Resultado | Crónica |
| ------- | ---- | ------------------- | ------------------- | ------------------------------- | --------- | --- |
| I       | 2004 | CD Tenerife         | Universidad LPGC CF | Estadio de Gran Canaria         | 0-0       | |
| II      | 2005 | Universidad LPGC CF | CD Tenerife         | Estadio de Gran Canaria         | 1-0       | |
| III     | 2006 | UD Vecindario       | Universidad LPGC CF | Estadio Alfonso Silva           | 1-1       | |
| IV      | 2007 | UD Las Palmas       | Universidad LPGC CF | Estadio de Gran Canaria         | 1-0       | marca.com |
| V       | 2008 | Universidad LPGC CF | UD Las Palmas       | Estadio de Gran Canaria         | 0-0       | depormania.es (enlace roto disponible en Internet Archive; véase el historial, la primera versión y la última). |
| VI      | 2009 | Universidad LPGC CF | UD Las Palmas       | Estadio de Gran Canaria         | 1-0       | depormania.es                                                                                                   |
| VII     | 2010 | UD Las Palmas       | Universidad LPGC CF | Estadio municipal de Maspalomas | 2-0       | depormania.es                                                                                                   |

## Palmarés
| Equipo                                       | Títulos |
| Universidad de Las Palmas de Gran Canaria CF | 3       |
| Unión Deportiva Las Palmas                   | 2       |
| Unión Deportiva Vecindario                   | 1       |
| Club Deportivo Tenerife                      | 1       |